# Hambegamuwa
Hambegamuwa är en administrativ by i Sri Lanka.   Den ligger i provinsen Uvaprovinsen, i den södra delen av landet, 130 km öster om huvudstaden Colombo.